# Lutych–Bastogne–Lutych (ženský závod)
Lutych–Bastogne–Lutych je jednodenní ženský cyklistický závod konaný v Belgii ve Valonsku na konci dubna. Úvodní ročník závodu se konal 23. dubna 2017 a jeho vítězkou se stala olympijská vítězka, Nizozemka Anna van der Breggenová z týmu Boels–Dolmans.
S obnovením ženské varianty Amstel Gold Race a zrodem ženského Lutych–Bastogne–Lutych v roce 2017 se ženská cyklistika dočkala stejného tria Ardenských klasik jako ta mužská. Oba závody se konají v odlišné neděle v polovině dubna společně s Valonským šípem, který se koná vždy ve středu mezi Amstelem a Lutychem již od roku 1998.

## Trasa
Závod je s délkou 135,5 km zhruba o polovinu kratší než mužská varianta. Přesto nezačíná v Lutychu, ale v Bastogne, odkud směřuje na sever do Lutychu. První 2 ročníky závodu končily na předměstí Lutychu Ans. Trasa zahrnuje 4 kategorizovaná stoupání, a to Côte de la Vecquée, Côte de La Redoute, Côte de la Roche aux Faucons a Côte de Saint-Nicolas. Vrchol Côte de Saint-Nicolas je 5,5 km před cílem.

## Seznam vítězek
| Rok  | Země               | Jezdkyně                | Tým              |
| ---- | ------------------ | ----------------------- | ---------------- |
| 2017 | Nizozemsko         | Anna van der Breggenová | Boels–Dolmans    |
| 2018 | Nizozemsko         | Anna van der Breggenová | Boels–Dolmans    |
| 2019 | Nizozemsko         | Annemiek van Vleutenová | Mitchelton–Scott |
| 2020 | Spojené království | Lizzie Deignanová       | Trek–Segafredo   |
| 2021 | Nizozemsko         | Demi Volleringová       | SD Worx          |
| 2022 | Nizozemsko         | Annemiek van Vleutenová | Movistar Team    |
| 2023 | Nizozemsko         | Demi Volleringová       | SD Worx          |

### Vícenásobné vítězky
| Vítězství | Jezdkyně                      | Ročníky    |
| --------- | ----------------------------- | ---------- |
| 2         | Anna van der Breggenová (NED) | 2017, 2018 |
| 2         | Annemiek van Vleutenová (NED) | 2019, 2022 |
| 2         | Demi Volleringová (NED)       | 2021, 2023 |

### Vítězství dle zemí
| Vítězství | Země               |
| --------- | ------------------ |
| 6         | Nizozemsko         |
| 1         | Spojené království |